# Tribu image réciproque
Cet article court présente un sujet plus développé dans : Tribu (mathématiques).
Étant donnés {\displaystyle (\Omega _{2},{\mathcal {B}}_{2})} un espace mesurable, {\displaystyle \Omega _{1}} un ensemble et {\displaystyle f\,\colon \Omega _{1}\to \Omega _{2}} une application, la tribu image réciproque de {\displaystyle {\mathcal {B}}_{2}} sous {\displaystyle f} est l'ensemble noté {\displaystyle f^{-1}({\mathcal {B}}_{2})} défini par :
C'est une tribu sur {\displaystyle \Omega _{1}}.